# Kala Patthar

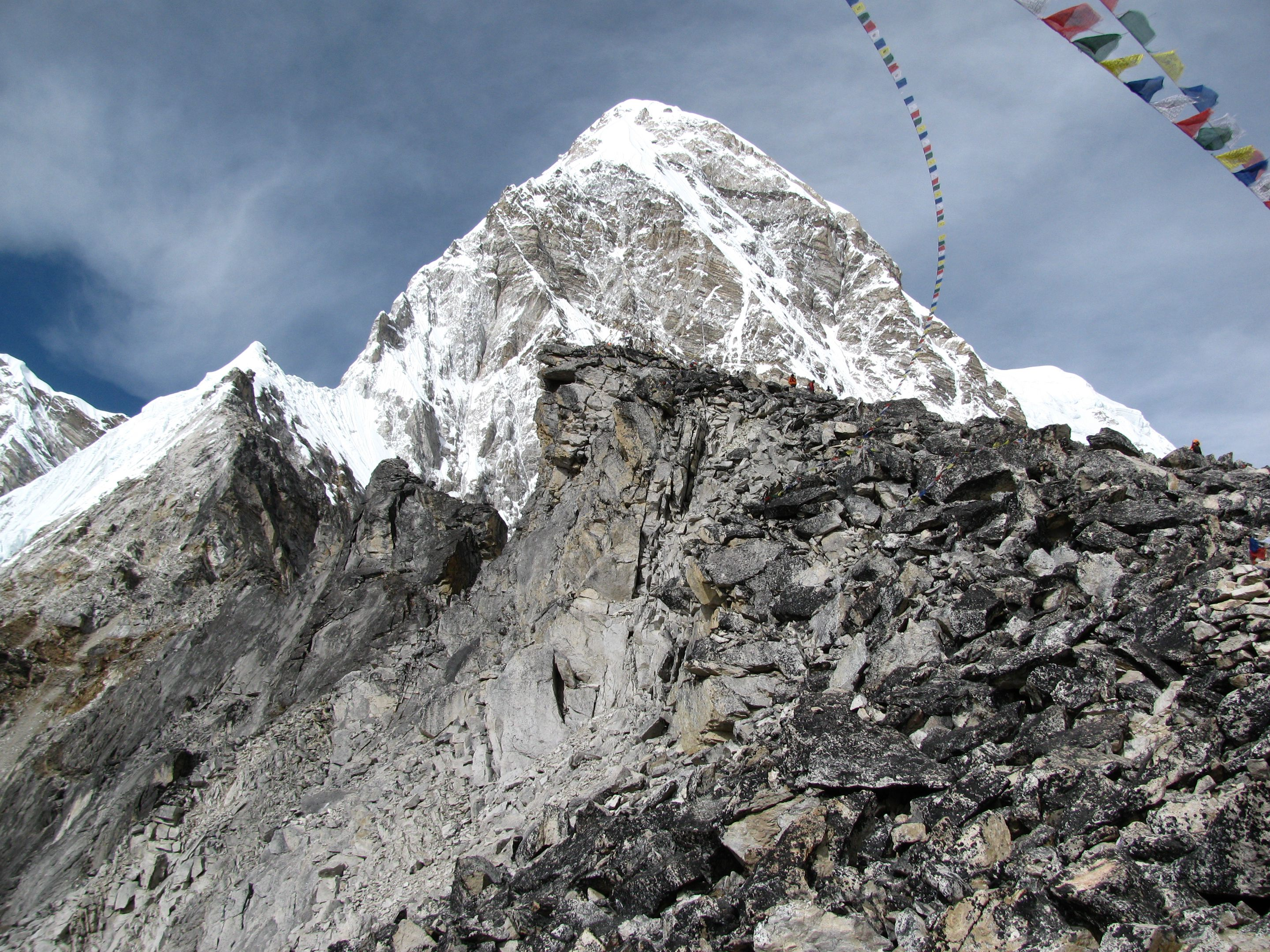
Kala Patthar con il Pumori sullo sfondo

Kala Patthar, che significa in hindi e nepalese 'pietra nera', è una montagna nell'Himalaya nepalese. Si presenta come una prominenza sotto l'impressionante parete sud del Pumori (7.161 m).
Molti escursionisti nella regione del monte Everest tentano di scalare il vertice del Kala Patthar, il quale fornisce il punto più accessibile per visualizzare il Monte Everest. Molti trekker salgono fin qui perché da questo punto la vista dell'Everest, del Lhotse e del Nuptse nelle giornate limpide è impressionante.
L'ascesa di Kala Patthar inizia a Gorak Shep (5.164 m /16,942 ft), il campo base originale del Monte Everest.. Dopo una breve camminata nel letto del antico lago (che ora contiene un eliporto), la salita procede con una serie di ripidi tornanti prima di assestarsi un po' quando si attraversa il versante orientale della montagna. Il sentiero diventa ripido ancora una volta fino a raggiungere la cresta spazzata dal vento sommitale. Da lì, in 5-10 minuti, arrampicandosi sui massi, si raggiunge il culmine, contrassegnato con bandiere di preghiera.
La salita completa richiede di solito tra 1,5 e 2 ore. Se il tentativo viene fatto a partire da Lobuche, altre due o tre ore (solo andata) sono necessarie.
L'altitudine è comunemente indicata come 5.545 - 5.550 m (18.192 - 18.209 piedi). Un'altra fonte elenca l'altezza in 5.643 metri.
Il Kala Patthar può essere solo un vertice minore su un crinale che porta al Pumori, quindi persone diverse possono avere misurato diverse cime. C'è un vertice minore lungo questo crinale vicino a 27°59.51′N 86°49.62′E, con un'altezza di circa 5.545 metri.
Il vertice tradizionalmente denominato Kala Patthar, tuttavia, è completamente decorato con bandiere di preghiera, che lo rende facilmente riconoscibile. La vetta è stata dunque registrata a 5.643 metri.

L'Everest e il “Khumbu Glacier” visti dal Kala Patthar